# Melanocera habenichti
Melanocera habenichti är en fjärilsart som beskrevs av Wichgraf 1911. Melanocera habenichti ingår i släktet Melanocera och familjen påfågelsspinnare. Inga underarter finns listade i Catalogue of Life.